# NGC 1965
NGC 1965 је расејано јато са емисионом маглином у сазвежђу Златна риба које се налази на NGC листи објеката дубоког неба.
Деклинација објекта је - 68° 48' 23" а ректасцензија 5h 26m 29,1s. Привидна величина (магнитуда) објекта NGC 1965 износи 10,8 а фотографска магнитуда 8,0. NGC 1965 је још познат и под ознакама ESO 56-SC123.